# Samsung Galaxy Note Edge
O Samsung Galaxy Note Edge é um telemóvel tablet Android da Samsung Electronics, que se distingue por ter uma curva no lado direito do ecrã, que pode ser utilizada como barra lateral para atalhos para aplicações, notificações e outras informações, e também pode ser utilizada como régua portátil.

## Ligações exrternas
- «Site oficial». Arquivado em 2016-03-04 no Wayback Machine